# HD 217107 b
HD 217107 b är en  exoplanet som kretsar kring stjärnan HD 217107 i Fiskarnas stjärnbild. Den upptäcktes 1998 och har en massa av ungefär 1,33 MJ. Den kretsar runt en underjätte som är av spektralklass G8IV med en omloppstid av ungefär 4 200 dygn. Den var den första exoplaneten som upptäcktes vid HD 217107, men den längre ut kretsande HD 217107 c upptäcktes också samma år.